# Kauzalita (epidemiologie)
Kauzalita v epidemiologii vysvětluje příčiny vzniku nemoci. Příčinami může být úraz, vrozená vada, mikroorganismus, ale i odchylky od fyziologického stavu, o kterých nevíme, přesto jsou příčinou nemoci, která se možná jednou v budoucnu projeví (například zvýšená hladina cholesterolu v krvi může jednou vyvolat arteriosklerózu a infarkt myokardu). 

## Příčina a následek

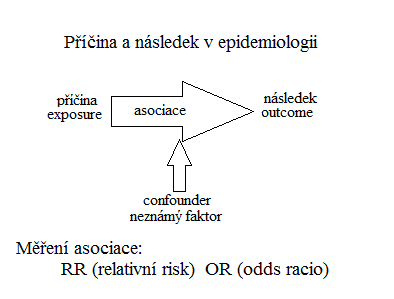

První epidemiologové hledali jedinou příčinu (exposure risk), která má za následek nemoc (outcome). Slovo nemoc není přesné, protože i predispozice k nemoci je následek (outcome). Jaký je vztah mezi rizikem a nemocí odhalovaly analytické studie (kohortové studie,studie případů).

Do historie epidemiologie vstoupil případ, který popsal John Snow v roce 1854, kdy při epidemii cholery v Londýně odhalil studny, které byly infikované. Tou dobou lidstvo nic netušilo o mikroorganismech. V následujících letech přesvědčil město, aby zavedlo kanalizaci, zbavil Londýn cholery navždy. 

Způsob výpočtu asociace mezi rizikem a nemocí se stal základem epidemiologie. Nemocní lomeno populace v riziku=IR (incidence rate)

## Epidemiologická triáda

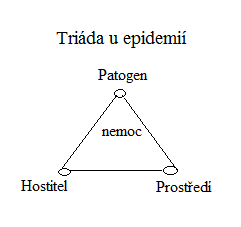

Po objevení mikroorganismů se epidemie začaly vyjadřovat jako epidemiologická triáda, kdy na jednom vrcholu je hostitel, na druhém patogen, třetím je prostředí a jejich vzájemnou interakcí může vzniknout nemoc. Pokud má hostitel protilátky, nemoc nevznikne. Pokud prostředí patogen ničí, nemoc vzniknout nemusí atd. 

Toto pojetí platí jen na epidemie, které mají za příčinu jediný patogen. Dokonce i hostitel musí být buď vnímavý nebo má protilátky, víc hledisek toto pojetí kauzality nesnese.

Takové pojetí kauzality nabádá k válce proti patogenu. Pokud zničíme patogen, zničíme i nemoc jednou a navždy. Zatím se to podařilo pouze u jediné nemoci na světě a sice černých neštovic (variola vera). Epidemiologové to dokázali pomocí výroby účinné a levné vakcíny proti viru pravých neštovic a samotná WHO prohlásila 8.5.1980 nemoc za vymýcenou. 
U infekčních nemocí, které jsou endemie, to znamená, že se vyskytují v regionu trvale, přičemž někdo onemocní a jiný ne, pojetí triády neplatí. Zde nastupuje výpočet rizik a jejich minimalizace, přičemž samotný patogen nikdy není riziko.

Triádou nelze vysvětlit vznik neinfekčních nemocí.

## Multikauzalita

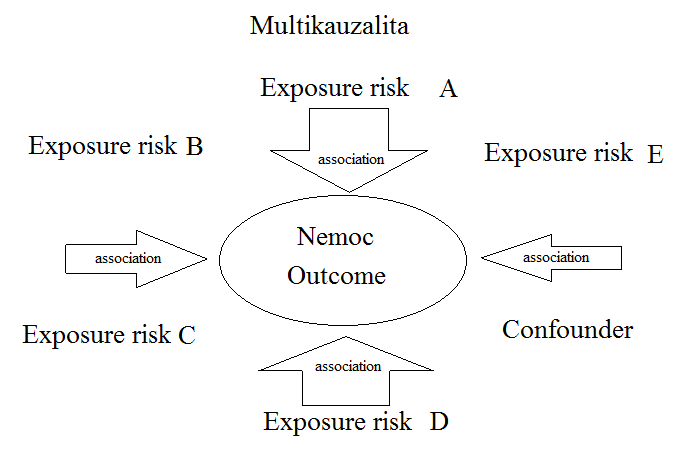
Multikauzalita

Moderní epidemiologie pochopila, že příčin nemoci je mnoho. Místo aby hledala jeden patogen nebo jednu příčinu, hledá všechny příčiny. Mezi příčiny patří i záporné příčiny, které jedince chrání před vznikem nemoci jako například protilátky v krvi. Kauzalita se změnila na multikauzalitu, kdy všechny příčiny, tedy ty kladné i záporné, vyvolají následek (nemoc).
Epidemiologové vědí, že vše nikdy neodhalí, proto je jednou z příčin vždy neznámý faktor (confounder), tedy něco, co má na nemoc vliv, ale my to neznáme. Confounder může jedince chránit nebo se může díky studiu epidemiologů rozpadnout na další rizika. I kdybychom o nemoci a její příčině věděli vše, malá část neznámého z kauzality nikdy nevymizí.
Pomocí epidemiologických studií jako jsou kohortové studie a studie případů dokážeme asociaci mezi konkrétním rizikem a nemocí vypočítat. Hodnoty relativního rizika (RR) nám vyjadřují, kolik krát je pravděpodobnější, že jedinec s rizikem nemoc dostane, než jedinec bez rizika (kohortové studie). Stejně tak dokážeme vypočítat šanci onemocnění (OR - odds racio) u jedinců s rizikem (studie případů).
Rizika mohou být na sobě nezávislá, tomu se říká independent efekt. Sčítáním rizik získáme celkové riziko. Toto je typické například pro nemoc
paratuberkulóza skotu.

Záporné riziko snižuje riziko vzniku nemoci, typická je vakcinace, která může jedince chránit zcela nebo jen částečně. Mezi záporná rizika patří i desinfekce, desinsekce a deratizace, správná životospráva, pracovní návyky.
Efekt modifikace je typický pro jiné typy onemocnění (např. rakovina), kdy se vzájemným působením dvou či více rizik výskyt nemoci neúměrně zvýší (synergický efekt). Konečné riziko je u synergického efektu mnohem vyšší, než obyčejný součet rizik působících samostatně.
Známý je například synergický efekt rizika kouření a asbestózy na vznik rakoviny plic či neoplasie.
Zatímco rizika kouření nebo asbestózy sama o sobě zvyšují výskyt nemoci 5-7krát, obě dohromady 50-90krát.

Opačným příkladem pro efekt modifikace je antagonistický efekt, kdy jedno riziko zabraňuje plnému rozvoji druhého rizika. Jinými slovy jedno riziko částečně chrání jedince před jiným. 
Zvláště u stravovacích návyků se hledají rizika s antagonistickými účinky, kdy například pojídáním sýrů zvyšujeme hladinu cholesterolu v krvi, zatímco pitím vína ji snižujeme.

## Vývoj kauzality
Zakladatelé epidemiologie

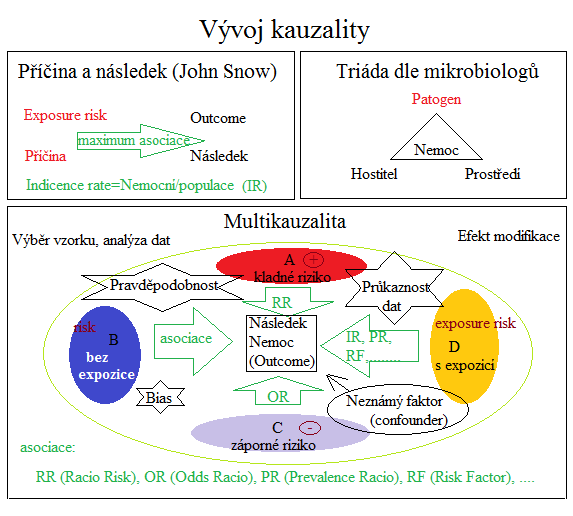
Vývoj kauzality

Podle zakladatelů epidemiologie (John Snow) mohla za nemoc ta příčina, která měla největší spojitost s následkem. Kde byla největší úmrtnost, tam byla ukryta ona jedna jediná příčina nemoci.

Mikrobiologové 

Podle mikrobiologů může za nemoc patogen (triáda), jakékoli výpočty či relativizování této absolutní jistoty považují za zbytečné (viz Kochovy postuláty).

Moderní epidemiologie

Moderní epidemiologie uznává koncept multikauzality. Za nemoc může mnoho epidemiologických rizik, která umíme vyčíslit. Některá rizika před nemocí chrání (záporná rizika), jiná zvyšují četnost onemocnění (kladné risk faktory), některá rizika mají expozici (např. délka pobytu v zamořeném prostředí), jiná expozici nemají (např. vrozené faktory). Rizika lze dělit i na vnitřní a vnější podle toho, zda jsou součástí hostitele, nebo naopak prostředí. Asociaci mezi příčinou a následkem můžeme vypočítat různými metodami, odhadneme tím hodnotu rizikového faktoru (RF).

Nejstarší ukazatel je incidence rate (IR), který použil při výpočtu asociace John Snow v roce 1854.

Dalším ukazatelem je prevalenční poměr (PR - prevalence racio) počítaný u prevalenční studie. Stanovuje procento výskytu nemoci v populaci.

Relativní riziko RR (relative risk) počítá kohortová studie. tento ukazatel je považován za přesné vyjádření rizikového faktoru.

Šance onemocnění OR (odds racio) je ukazatel studie případů. Udává nám, o kolik má pacient s rizikem větší šanci onemocnět než bez něj.

Při zkoumání rizik zůstává vždy část nepoznaného (confounder, neznámý faktor). Další výzkum může confounder rozdělit na nová přesně definovaná rizika. I když si budeme myslet, že o nemoci víme vše, confounder z kauzality nikdy nevymizí.
Kauzalitu nelze oddělit od metod, kterými ji zkoumáme. Je třeba použít ty nejmodernější programy využívající statistiku, pravděpodobnost, matematický modeling. 
Statistický výběr vzorku a analýza dat ovlivní samotnou podstatu populace, kterou zkoumáme. Tím zásadně ovlivní vypočítané RF. Na hodnotu RF může mít vliv i souběh více rizik u vybraných skupin populace, vzniká efekt modifikace.

Epidemiologická studie, která je základem pro výpočet RF, může být zatížena systematickou chybou (Bias (epidemiologie)), má jen určitou průkaznost dat. Výpočtem pravděpodobnosti pomocí moderní výpočetní techniky můžeme hodnoty RF výrazně změnit. Metodika výpočtu je součástí kauzality.

## Komorbidita
Komorbidita je souběh více nemocí či následků rizik. Je pro některá onemocnění typická. Epidemiologická rizika jsou tak společné pro mnoho nemocí a ty se vyskytují paralelně či tandemově u jednoho pacienta. Známé je spojení mezi rizikem kouření, obezitou, nemocemi cév a srdce, rakovinou, psychickými onemocněními. Celá populace je zatížena riziky (např. stress), která zvyšují výskyt dlouhé řady onemocnění (např. civilizační nemoci).
Výskyt patogenu v prostředí může u jednoho vyvolat infekční onemocnění, ale u jiného působí jako jedno z mnoha rizik, které zvyšuje výskyt zcela odlišného typu nemoci.
Například: MAP (mycobacterium avium subspecies paratuberculosis) je patogen (viz paratuberkulóza) pro všechny savce včetně člověka, ale jen minimální promile lidí se nakazí infekční formou. MAP v živé i inaktivované formě je současně rizikový faktor mnoha moderních nemocí (Crohnova nemoc, Diabetes mellitus, Roztroušená skleróza, Hashimotova thyroiditida, Juvenilní sarkoidóza, Revmatoidní artritida, Autismus, Syndrom dráždivého tračníku), protože mykobakterie působí v těle jedince jako bílkoviny teplotního šoku (heat shock protein), způsobují dlouhodobou zátěž organismu, imunitní systém na ně může reagovat zkratově.